# Eucalyptus rubida
Eucalyptus rubida là một loài thực vật có hoa trong Họ Đào kim nương. Loài này được H.Deane & Maiden mô tả khoa học đầu tiên năm 1899.

## Hình ảnh

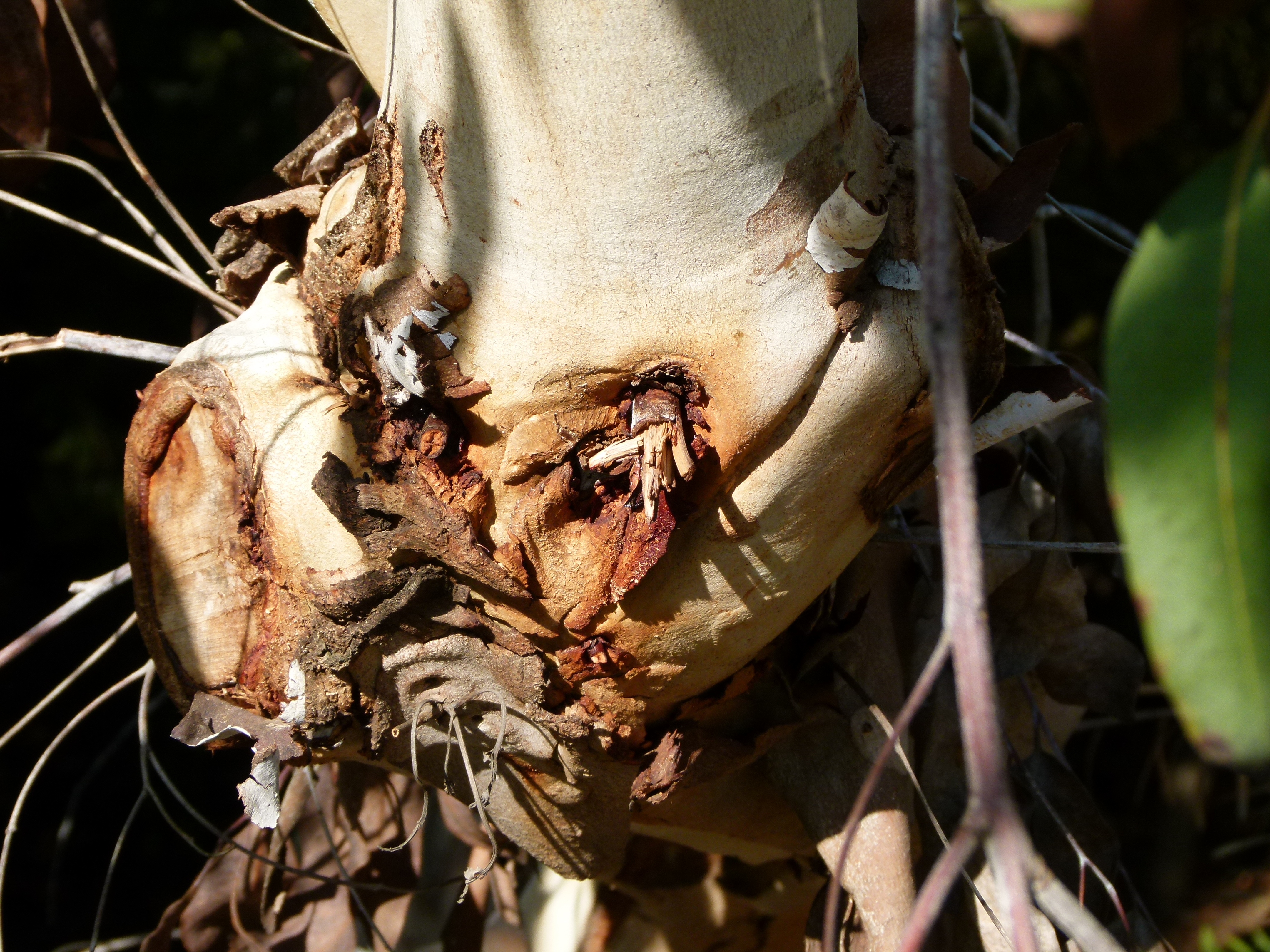
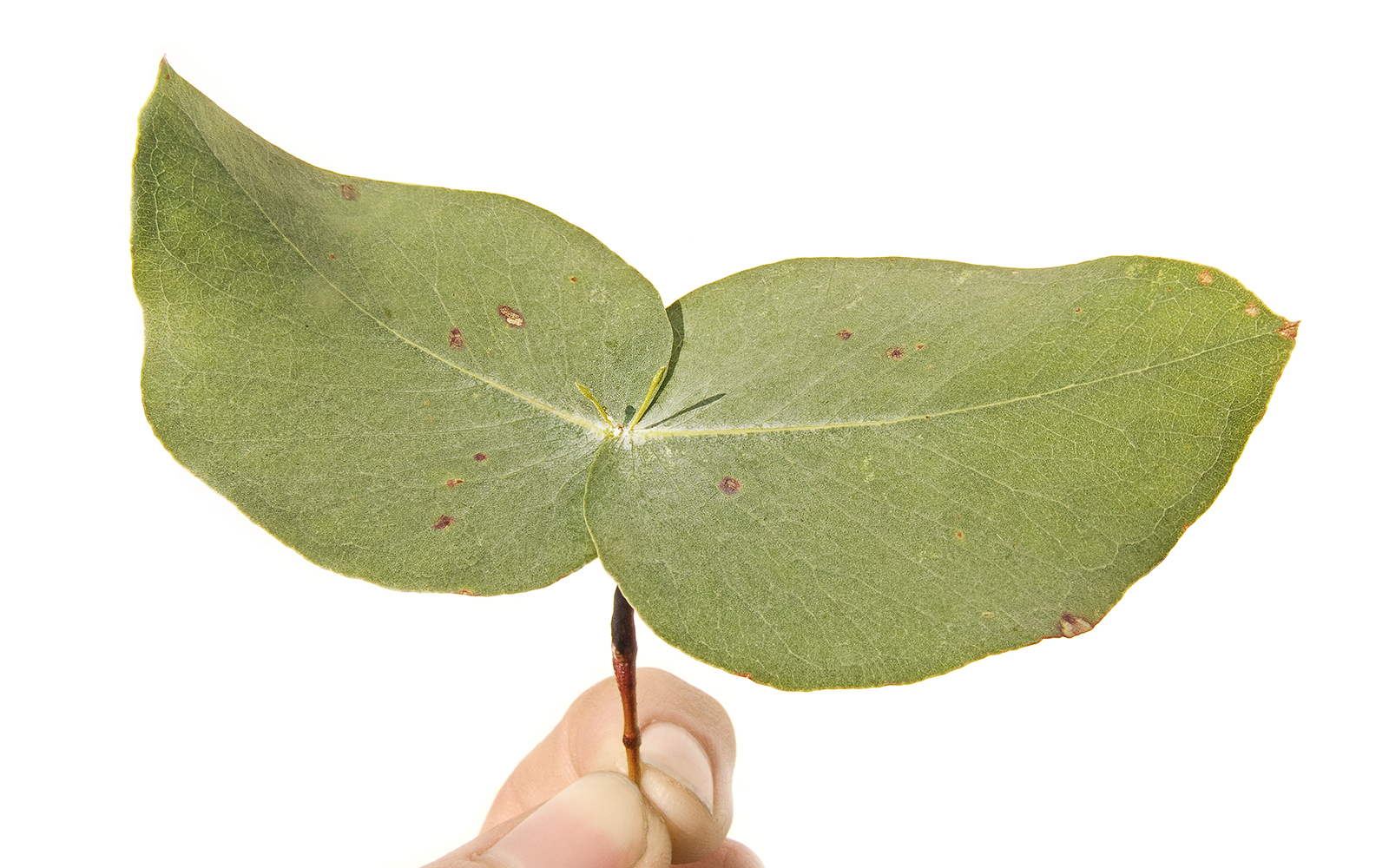
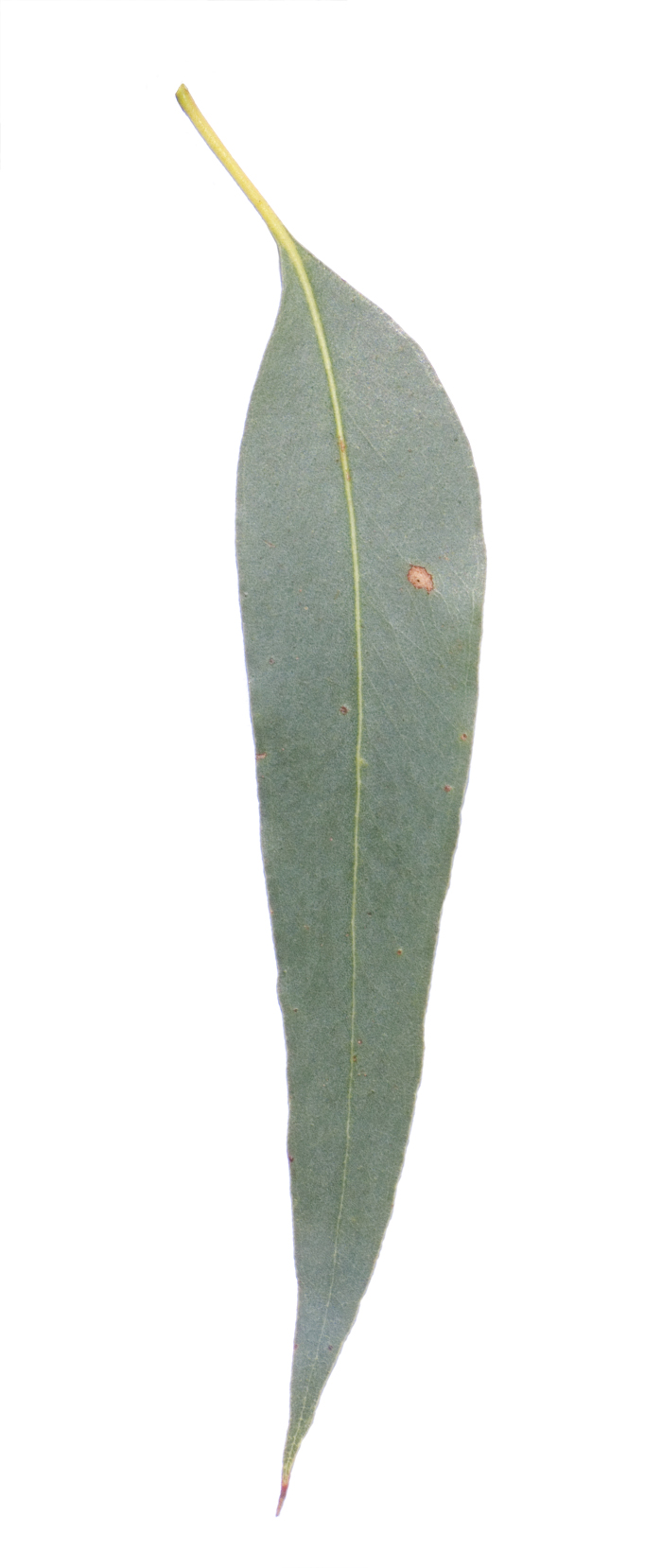
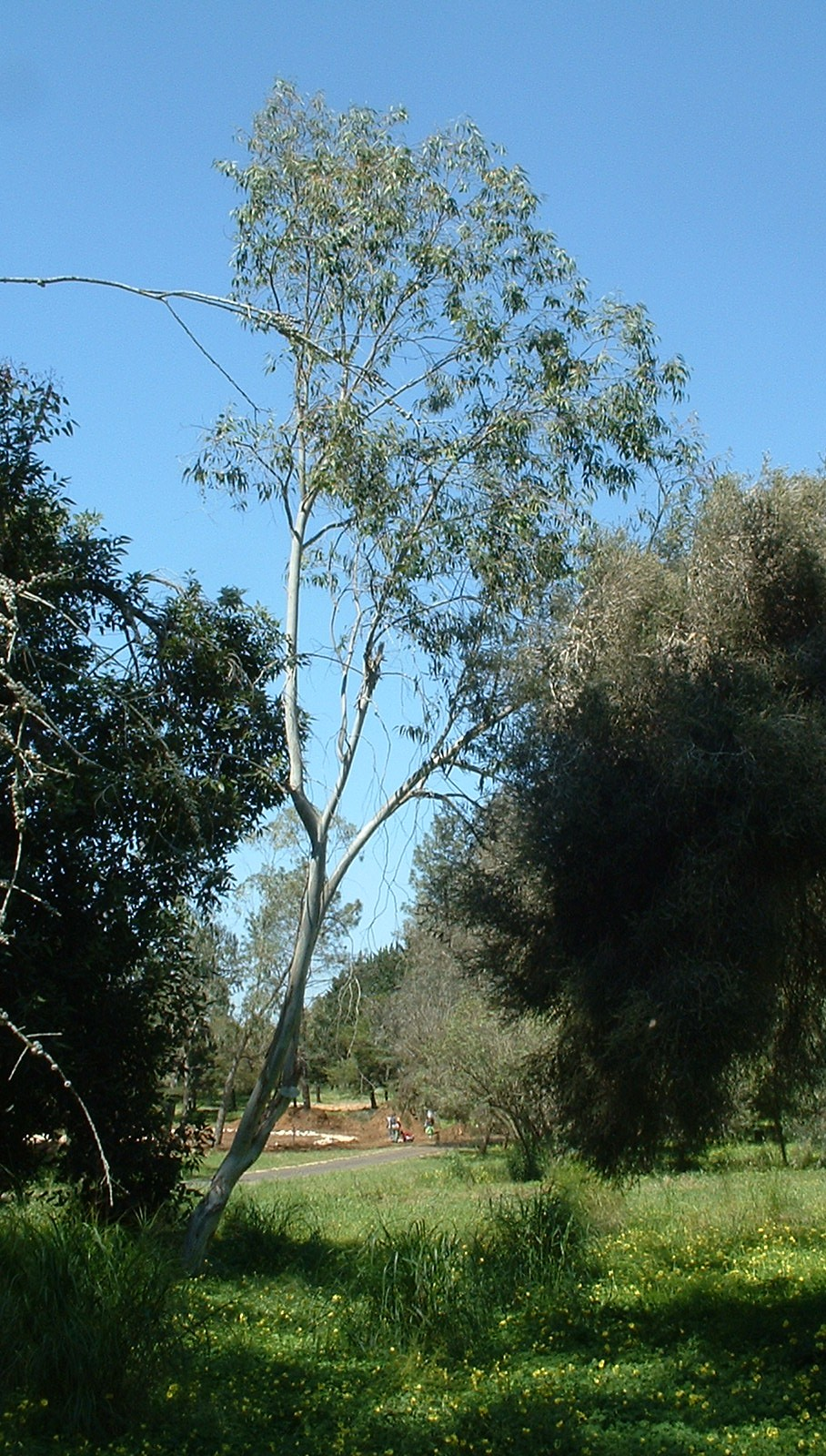